# Nikolai Grigorjewitsch Jegorow

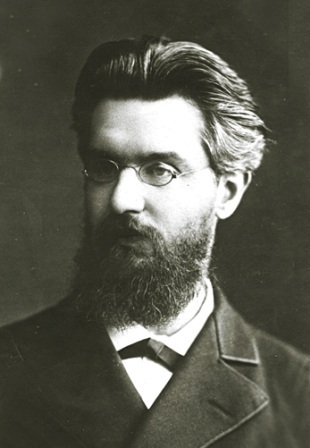
Nikolai Grigorjewitsch Jegorow

Nikolai Grigorjewitsch Jegorow (russisch Николай Григорьевич Егоров; * 7. Septemberjul. / 19. September 1849greg. in St. Petersburg; † 22. Juli 1919 in Petrograd) war ein russischer Physiker und Hochschullehrer.

## Leben
Jegorow studierte an der physikalisch-mathematischen Fakultät der Universität St. Petersburg mit Abschluss 1870. 1873 wurde er Assistent am St. Petersburger Technologie-Institut. Daneben lehrte er Physik an der Michail-Artillerie-Schule, bei den Höheren Medizin-Kursen für Frauen und am 3. Gymnasium. 1877 wurde er zum Magister der Physik promoviert. 1878 wurde er außerordentlicher Professor an der Universität Warschau. 1882 wurde er zum Doktor der physikalisch-mathematischen Wissenschaften promoviert. 1884–1900 war er Professor an der St. Petersburger Militärmedizinischen Akademie und Privatdozent an der Universität St. Petersburg mit einer Vorlesung über Spektralanalyse. Ein Arbeitsschwerpunkt Jegorows waren Spektraluntersuchungen des Sonnenlichts. 1887 initiierte er eine Expedition nach Krasnojarsk zur Beobachtung der totalen Sonnenfinsternis, an der auch Alexander Popow und Michail Schatelen teilnahmen. Als einer der Ersten wiederholte Jegorow die Experimente von Heinrich Hertz.
Ab 1894 arbeitete Jegorow im St. Petersburger Hauptamt für Maße und Gewichte, dessen Direktor er 1907 wurde. 1897 schlug er eine neue Methode zur Messung des Zeeman-Effekts vor. Als Vorsitzender der VI. Abteilung (für Elektrotechnik) der Russischen Technik-Gesellschaft (RTO) beteiligte sich Jegorow am Kampf für die Anerkennung Alexander Popows als Erfinder eines drahtlosen Telegraphen, so dass auf Jegorows Vorschlag Popow 1898 dafür den Preis der RTO erhielt. 1901 wurde er Mitglied des Internationalen Komitees für Maß und Gewicht.
1906 bei der Stiftung des Alexander-Popow-Preises des St. Petersburger Elektrotechnik-Instituts (ETI), das 1893 aus der Technik-Schule des Posttelegrafenamtes entstanden war, gehörte Jegorow zur Preisverleihungskommission neben Pawel Woinarowski (Vorsitz), Alexander Krakau, Pjotr Ossadtschi, Michail Schatelen, Alexei Petrowski und anderen.
Jegorow gründete das erste Röntgen-Laboratorium in Russland. Auf Jegorows Initiative wurden 1909–1913 nationale Normale für elektrische Maßeinheiten hergestellt.
Nach der Oktoberrevolution wurde 1918 unter Jegorows Leitung die Vorlage für ein Dekret der Regierung zur Einführung des Metrischen Einheitensystems erarbeitet.